# Јошик
Јошик је насељено мјесто у општини Козарска Дубица, Република Српска, БиХ. Према попису становништва из 2013. у насељу је живјело 453 становника.

## Становништво
| Демографија | Демографија | Демографија |
| Година      | Становника  | Становника  |
| ----------- | ----------- | ----------- |
| 1948.       | 229         |             |
| 1953.       | 243         |             |
| 1961.       | 307         |             |
| 1971.       | 471         |             |
| 1981.       | 613         |             |
| 1991.       | 646         |             |
| 2013.       | 453         |             |

## Рођени у Јошику
- Фрањо Клуз (1913—1944), учесник НОБ, војни пилот и народни херој Југославије.